# Setaria elementii
Setaria elementii là một loài thực vật có hoa trong họ Hòa thảo. Loài này được (Domin) R.D. Webster miêu tả khoa học đầu tiên năm 1995.